# Victoriano Encinas y Reyes
Victoriano Encinas y Reyes (Salamanca; 21 de marzo de 1857 – Pontevedra; 29 de diciembre de 1896) fue un educador y abogado español. Director de la Escuela Normal de Pontevedra.

## Biografía
Hijo de Ángel Encinas Martín, jornalero y sobrestante de obra, y de Jacinta Reyes Alonso, quienes alentaron a sus hijos a seguir el camino de la enseñanza y las letras, destacándose en ello tanto Victoriano, como su hermano menor, Pedro Encinas y Reyes.
Estudió en la Normal Superior de su ciudad natal y posteriormente, durante el bienio 1877-1878, en Madrid, en la Escuela Central de Maestros “… con gran aprovechamiento la carrera de maestro hasta conseguir el grado Normal”. En su estancia en la capital de España aprovechó para realizar estudios en el Colegio Nacional de Sordo-Mudos y Ciegos.
Habiendo cumplido los 21 años de edad, solicitó al Ministerio de Fomento alguna de las vacantes que había en las Escuelas Normales de España, siendo nombrado 3.er. Maestro interino de la Escuela Normal de Pontevedra por Real Orden del 17 de septiembre de 1878”. Este golpe del destino lo llevó a aquella ciudad donde vivió hasta su muerte, dejando una huella imperecedera en el ambiente educativo de Galicia.
Inquieto y acostumbrado a pasar del pensamiento a los hechos, como si presintiera la corta duración de su vida, recién llegado a Pontevedra promueve la fundación de la Asociación Pedagógica de Maestros de Pontevedra, germen que sería del Congreso de 1887 (Otero Urtaza, 1997), y de la que era Presidente honorario en 1896.
En los primeros años de la década de 1880 contrae matrimonio con Isabel Dios con la cual procrearía varios hijos, entre ellos a Isabel, Victoriano, Antonia y Ramón Encinas Dios.
En 1885, en la ciudad de Lérez, Victoriano Encinas redacta la revista quincenal Los Maestros de España, junto con Severiano Regueral y Emilio Álvarez Giménez, todos ellos miembros de aquella activa generación de profesores que llevaron a cabo una incesante labor creando periódicos pedagógicos.
Fue uno de los principales organizadores del Congreso Pedagógico Regional celebrado del 15 al 21 de agosto de 1887, tercero que se celebraba en España, y considerado, por la importancia de los temas que en él se trataron, como el continuador de los debates que se iniciaron con el primero, que había tenido lugar en Madrid en 1882 (Otero Urtaza, 1997). Aunque el ofrecimiento de los organizadores de publicar un libro con las memorias no se pudo llevar a cabo, la prensa gallega hizo una gran difusión del mismo. En años recientes, en los albores del siglo XXI, diversas universidades e investigadores han comenzado a rescatar todo aquel material y a publicarlo.
En aquel Congreso de 1887, Victoriano Encinas Reyes, siendo ya entonces segundo maestro interino en la Escuela Normal de Pontevedra, recordaba las enseñanzas recibidas y las experiencias vividas en la Escuela Nacional de Sordo-mudos y Ciegos, que nunca dejó de practicar, lamentaba el escaso número de colegios y escuelas especializadas en este tema, señalando la obligación ineludible del Estado de llevar la educación a estos grupos sociales. En su célebre discurso sobre este atraso educativo en España y en Galicia, en lo particular, dijo:
"Es, pues, una de las principales obligaciones que el estado tiene,la de atender a la educación e instrucción de estos hermanos nuestros, tanto más, cuanto que su desgracia es inmensa y su situación social tristísima cual ninguna. Podríais objetarme que hay Escuelas especiales para educar e instruir a estos desgraciados, y seguramente cuando tal objeción me hicierais, olvidabais el corto número que de ellas existe o no teníais en consideración el crecidísimo que hay de sordo-mudos y ciegos. Galicia nos ofrece un ejemplo, en este asunto, que evita todo género de razonamientos. Para sus cuatro provincias, que yo sepa, no tiene más que un Colegio establecido en Santiago. Cada una de estas provincias si mal no recuerdo, tiene derecho a diez plazas anuales, en el citado Colegio —cinco de ciegos y cinco de sordo-mudos— total 40 entre unos y otros." 
En 1888 ingresa al bachillerato, obteniendo dos años después el título de bachiller con la nota de sobresaliente. No contento con ello, ingresa a la Facultad de Derecho de la Universidad de Santiago de Compostela y en 1892, “… con sobresaliente también, tomó el título de Licenciado en Derecho, después de haber aprobado todas las asignaturas de esta facultad en diez y ocho meses.”
En 1892 ya era vicepresidente de la Sección de Ciencias de la Sociedad Económica de Amigos del País de Pontevedra, así como Secretario de la Junta Provincial de Instrucción Pública. También en estas fechas es nombrado Abogado Fiscal interino de la Audiencia de lo Criminal.
El 25 de enero de 1893, fue nombrado Director interino de la Escuela Normal de Pontevedra debido a enfermedad del titular, cargo en el cual promovió la primera Asamblea Pedagógica y Exposición Escolar que tuvo lugar en Pontevedra en el año 1894 y de cuya comisión organizadora fue presidente. De nueva cuenta ocupa el cargo en 1896, abocándose con entusiasmo a gestionar la construcción de la que sería nueva sede de la Escuela Normal y de Artes y Oficios, hermoso edificio ocupado hoy en día por la Delegación de la Consejería de Educación en los Jardines de Vincenti. Obra que no pudo ver concluida por su prematura muerte el 29 de diciembre de 1896 (Otero Urtaza, 1997) a la temprana edad de 39 años.
Su fallecimiento privó a España, en lo general, y a Galicia, en lo particular, de la labor y el talento de un hombre que fue “… honra de la clase (magisterial) y acreedor, por sus desvelos en pro de la enseñanza a la consideración, respeto y cariño de todos los amantes de la cultura de España.”.